# Carlos Araújo (diretor)
Carlos Araújo é um diretor brasileiro.

## Carreira

### 1990-1999: Início de carreira
Funcionário da Rede Globo desde a década de 1990, iniciou sua carreira como assistente de direção de Barriga de Aluguel, de autoria de Glória Perez. Integrou a equipe de telenovelas e minisséries da Rede Globo, trabalhando muitas vezes com diretores como Dennis Carvalho, Denise Saraceni, Gustavo Fernandez, José Luiz Villamarim, Luiz Fernando Carvalho, Luiz Henrique Rios, Marcos Paulo e Wolf Maya, além de autores como Alcides Nogueira, Benedito Ruy Barbosa, Maria Adelaide Amaral e Sílvio de Abreu.

### 2000-2005: Como diretor geral eComeçar de Novo
Entre 2004 e 2005 Carlos Araújo esteve encarregado da direção geral da novela das sete Começar de Novo, de autoria de Antônio Calmon e Elizabeth Jhin, mas devido a problemas de estresse precisou se afastar da produção. Antônio Calmon considera que o afastamento de Carlos, além de problemas de saúde pessoais (tumor benigno) e dos atores Carlos Vereza (pneumonia) e Vladimir Brichta (hepatite), foram prejudiciais para a novela, que obteve média geral de 31 pontos, tendo como meta 35 pontos e derrubando 12 pontos de média da telenovela antecessora, Da Cor do Pecado, que tinha obtido 43 pontos de média geral.

### 2006-2018: Trabalho contínuo como diretor geral
Em 2013 Carlos trabalhou como diretor geral da telenovela Sangue Bom, de autoria de Maria Adelaide Amaral e Vincent Villari, mas foi afastado poucos dias após o início da exibição após ser sido acusado de agredir a assistente de direção da trama, Joana Antonaccio Rodrigues. A Polícia Civil do Rio de Janeiro confirmou o registro de um boletim de ocorrência após uma briga no dia 27 de abril daquele ano, em que Joana, que até então mantinha um relacionamento de seis meses com Araújo, o aponta como o culpado por um soco que levou em sua boca, além de ter escutado xingamentos como "piranha". A agressão chegou a ser confirmada pelo Instituto Médico Legal. Oficialmente, a Rede Globo diz que Araújo pediu licença do trabalho para resolver problemas pessoais. Após o afastamento, o diretor Dennis Carvalho, que começou a novela ocupando apenas o cargo de diretor de núcleo, assumiu a direção geral ao lado de Maria de Médicis.
Em 2015, como diretor geral de I Love Paraisópolis, Carlos teve de lidar com problemas de bastidores envolvendo o codiretor geral e diretor de núcleo Wolf Maya. Wolf supostamente teria deixado a produção da telenovela das sete a cargo de Carlos após ter abandonado seu trabalho, tendo ficado dias sem aparecer nos Estúdios Globo. Devido ao ocorrido posteriormente Wolf Maya deixaria a emissora após 35 anos como funcionário da emissora.

### 2019-presente: Como diretor artístico
Em 2019 foi supervisor artístico de Malhação: Toda Forma de Amar, com direção geral de Adriano Melo. Nesse mesmo ano também foi diretor artístico da quinta versão de Éramos Seis, com direção geral de Pedro Peregrino. Desde 2022, é diretor artístico da telenovela Todas as Flores de João Emanuel Carneiro.

## Trabalhos na televisão

### Como diretor
Telenovelas
| Ano       | Trabalho                     | Emissora | Função                    | Parceiros Titulares                                                         |
| --------- | ---------------------------- | -------- | ------------------------- | --------------------------------------------------------------------------- |
| 2026      | Coração Acelerado            | TV Globo | direção artística         |                                                                             |
| 2024      | Mania de Você                | TV Globo | direção artística         | Noa Bressane (direção geral)                                                |
| 2022-2023 | Todas as Flores              | TV Globo | direção artística         | André Câmara (direção geral)                                                |
| 2019      | Éramos Seis                  | TV Globo | direção artística         | Pedro Peregrino (direção geral)                                             |
| 2019      | Malhação: Toda Forma de Amar | TV Globo | supervisão artística      | Adriano Melo (direção artística)                                            |
| 2017      | Os Dias Eram Assim           | TV Globo | direção geral e artística | Gustavo Fernandez (direção geral)                                           |
| 2016      | Velho Chico                  | TV Globo | direção                   | Luiz Fernando Carvalho (direção artística)                                  |
| 2015      | I Love Paraisópolis          | TV Globo | direção geral             | Wolf Maya (direção geral e núcleo)                                          |
| 2014      | Meu Pedacinho de Chão        | TV Globo | direção geral             | Luiz Fernando Carvalho (direção geral e núcleo)                             |
| 2013      | Sangue Bom                   | TV Globo | direção geral             | Maria de Médicis (direção geral) Dennis Carvalho (direção geral e núcleo)   |
| 2012      | Cheias de Charme             | TV Globo | direção geral             | Denise Saraceni (núcleo)                                                    |
| 2010      | Passione                     | TV Globo | direção geral             | Luiz Henrique Rios (direção geral) Denise Saraceni (direção geral e núcleo) |
| 2008      | Ciranda de Pedra             | TV Globo | direção geral             | Denise Saraceni (núcleo)                                                    |
| 2005      | Belíssima                    | TV Globo | direção geral             | Luiz Henrique Rios (direção geral) Denise Saraceni (direção geral e núcleo) |
| 2004      | Começar de Novo              | TV Globo | direção geral             | Luiz Henrique Rios (direção geral) Marcos Paulo (núcleo)                    |
| 2002      | Esperança                    | TV Globo | direção geral             | Luiz Fernando Carvalho (direção geral e núcleo)                             |
| 2001      | Estrela-Guia                 | TV Globo | direção geral             | Denise Saraceni (direção geral e núcleo)                                    |
| 1999      | Força de um Desejo           | TV Globo | direção                   | Mauro Mendonça Filho (direção geral) Marcos Paulo (direção geral e núcleo)  |
| 1998      | Torre de Babel               | TV Globo | direção                   | Denise Saraceni (direção geral) Carlos Manga (núcleo)                       |
| 1997      | Anjo Mau                     | TV Globo | direção                   | Denise Saraceni (direção geral) Carlos Manga (núcleo)                       |
| 1996      | O Rei do Gado                | TV Globo | direção                   | Luiz Fernando Carvalho (direção geral)                                      |
| 1995      | Explode Coração              | TV Globo | direção                   | Dennis Carvalho (direção geral)                                             |
| 1995      | Irmãos Coragem               | TV Globo | direção                   | Luiz Fernando Carvalho (direção geral) Reynaldo Boury (direção geral)       |
| 1993      | Fera Ferida                  | TV Globo | direção                   | Dennis Carvalho (direção geral) Marcos Paulo (direção geral)                |

Minisséries
| Ano  | Trabalho                      | Emissora | Função        | Parceiros Titulares                      | Autor (es)                             |
| ---- | ----------------------------- | -------- | ------------- | ---------------------------------------- | -------------------------------------- |
| 2008 | Queridos Amigos               | TV Globo | direção geral | Denise Saraceni (direção geral e núcleo) | Maria Adelaide Amaral                  |
| 2004 | Um Só Coração                 | TV Globo | direção geral | Carlos Manga (núcleo)                    | Maria Adelaide Amaral Alcides Nogueira |
| 2000 | A Muralha                     | TV Globo | direção geral | Denise Saraceni (direção geral e núcleo) | Maria Adelaide Amaral                  |
| 1998 | Dona Flor e Seus Dois Maridos | TV Globo | direção       | Mauro Mendonça Filho (direção geral)     | Dias Gomes                             |

Seriados
| Ano  | Trabalho     | Emissora | Função        | Parceiros Titulares           | Autor (es)                                |
| ---- | ------------ | -------- | ------------- | ----------------------------- | ----------------------------------------- |
| 2014 | Segunda Dama | TV Globo | direção geral | Wolf Maya (direção de núcleo) | Heloísa Périssé Isabel Muniz Paula Amaral |

### Como produtor
| Ano  | Trabalho                             | Emissora | Autor (es)       |
| ---- | ------------------------------------ | -------- | ---------------- |
| 1997 | O Amor Está no Ar[carece de fontes?] | TV Globo | Alcides Nogueira |

### Como assistente de direção
| Ano  | Trabalho           | Emissora | Autor (es)   |
| ---- | ------------------ | -------- | ------------ |
| 1990 | Barriga de Aluguel | TV Globo | Glória Perez |

## Prêmios e indicações
| Ano  | Obra                  | Prêmio                | Categoria                    | Parceiro de indicação  | Resultado | Ref.         |
| ---- | --------------------- | --------------------- | ---------------------------- | ---------------------- | --------- | ------------ |
| 2013 | Cheias de Charme      | Prêmio Contigo! de TV | Melhor Diretor de Novela     | Denise Saraceni        | Indicado  | [ 8 ]        |
| 2014 | Meu Pedacinho de Chão | Prêmio Contigo! de TV | Melhor Diretor de Novela     | Luiz Fernando Carvalho | Venceu    | [ 9 ] [ 10 ] |
| 2019 | Éramos Seis           | Troféu APCA           | Melhor Diretor de Telenovela | —                      | Indicado  | [ 11 ]       |